# Recht und Zugang
RuZ – Recht und Zugang (Zugang zum kulturellen Erbe und Wissenschaftskommunikation)  ist eine  intradisziplinäre rechtswissenschaftliche Zeitschrift.
Die Zeitschrift erscheint seit 2020 bei Nomos und widmet sich allen Rechtsfragen, die sich im Zusammenhang mit dem Zugang zu wissenschaftlichen Inhalten und digitalen Sammlungen stellen, ob es sich um Bibliotheken handelt, um Museen oder um Archive. Die Zeitschrift wendet sich explizit auch an Praktiker in Bibliotheken und Gedächtnisinstitutionen und fungiert als Forum des Austauschs zwischen Wissenschaft, Praxis und politischen Entscheidern. 
Recht und Zugang wird herausgegeben von Katharina de la Durantaye, Ellen Euler, Alexandra Kemmerer, Paul Klimpel, Andreas Nestl, Stephanie Niederalt, Benjamin Raue, Louisa Specht-Riemenschneider und Eric Steinhauer. Die Schriftleitung liegt seit 2021 bei Eric Steinhauer (2020–2021: Louisa Specht-Riemenschneider).
Die Themen der Zeitschrift reichen vom Urheberrecht über das Datenschutzrecht bis hin zum Arbeitsrecht. Maßgeblich für die Publikationsentscheidung ist die praktische Relevanz der Beiträge, die Fragen des Zugangs und der Kommunikation von Sammlungen und wissenschaftlichen Inhalten thematisieren.
Recht und Zugang erscheint mit zwei Ausgaben im Jahr und ist offen zugänglich. Die Beiträge sind in der Nomos eLibrary frei verfügbar und werden unter einer CC-BY-SA-Lizenz open access gestellt. Bibliotheken, Archive und andere Institutionen werden ausdrücklich eingeladen, die freie elektronische Zugänglichkeit der Publikation durch ein Abonnement der Printausgabe zu ermöglichen.